# Villamosvontatás Magyarországon

Magyarország villamosított vasútvonalai 2017-ben

Magyarországon a nagyvasúti villamos vontatás bevezetésének a gondolata már 1910-ben felvetődött. Ekkor több vonal villamosítása is szóba került, de ezek még nem alkottak volna egységes hálózatot. 1913-ban elhatározták az Olaszországban már sikeresen üzemelő Kandó-féle háromfázisú 3 kV 15 Hz-es rendszer alkalmazását az Őrváralja–Petrozsény vasútvonalon. A megvalósítást az első világháború megakadályozta. Ugyanakkor a MÁV által kezelt Vác–Budapest–Gödöllői HÉV hálózatát 1911-ben villamosították 10 kV 15 Hz-es (később 12 kV 183/4 Hz-es) egyfázisú rendszerrel. A szolgálatot négy V51-es sorozatú villamos mozdony és 11 darab négytengelyes villamos motorkocsi látta el egészen 1944-ig, amikor a háború pusztítása véget vetett a villamos üzemnek. Ezen kívül még több normál- és keskenynyomközű HÉV tért át a villamos üzemre a század első éveiben (például BHÉV, THÉV, MDV, Arad-Hegyaljai HÉV, a NyVK Nyíregyháza vá.-Sóstógyógyfürdő között, stb.). Az alkalmazott rendszer általában 400-1500 V, egyenáram volt. Ezeknek az üzemét azonban nem a MÁV látta el.

## A MÁV próbái

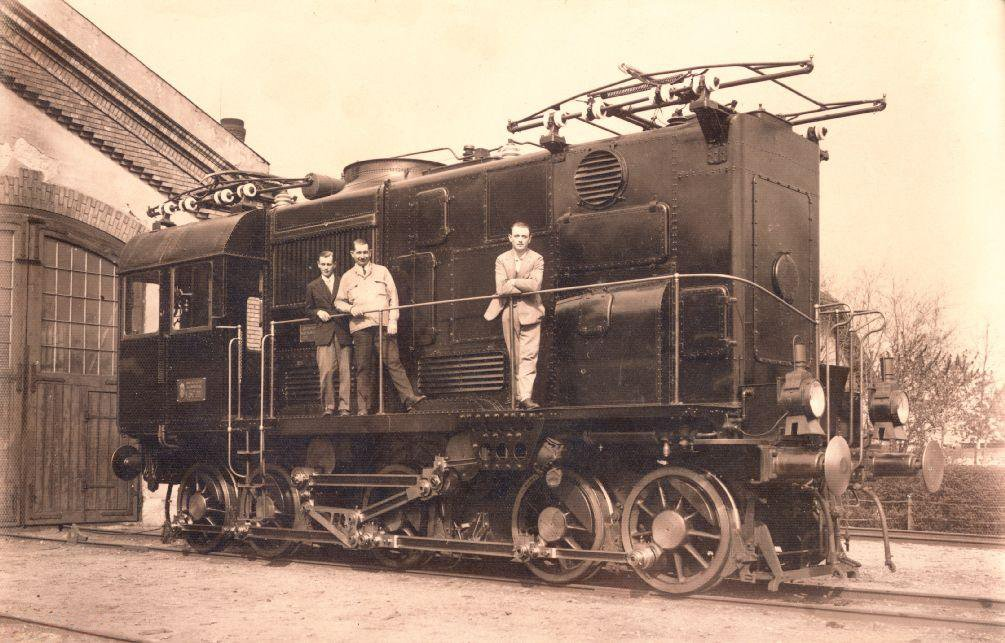
A V50-es villamosmozdony

Az első világháború utáni szénhiány fokozottabban vetette fel a villamos vontatás bevezetésének szükségességét. Időközben Kandó Kálmán kidolgozta a nagyfeszültségű egyfázisú, ipari frekvenciájú (50 Hz-es) villamosítási rendszert, amelynek kipróbálására 1923-ban villamosították a Nyugati pályaudvar-Dunakeszi-Alag vonalat. A felsővezetéket 15 kV-tal táplálták. A próbaüzem részére Kandó megtervezte a VM 5 gyári típusjelű E tengelyelrendezésű villamos mozdonyt, amely a következő három évben számos próbamenetet teljesített. A tapasztalatok alapján 1928-ra átépítették a mozdonyt, melyet újabb próbák után a MÁV át is vett, és a V50,001 pályaszámot adta neki. A mozdony 1935-ig (a V40-esek sorozatgyártásának megindulásáig) volt üzemben, fázisváltója mind a mai napig megvan.

## Az első üzem

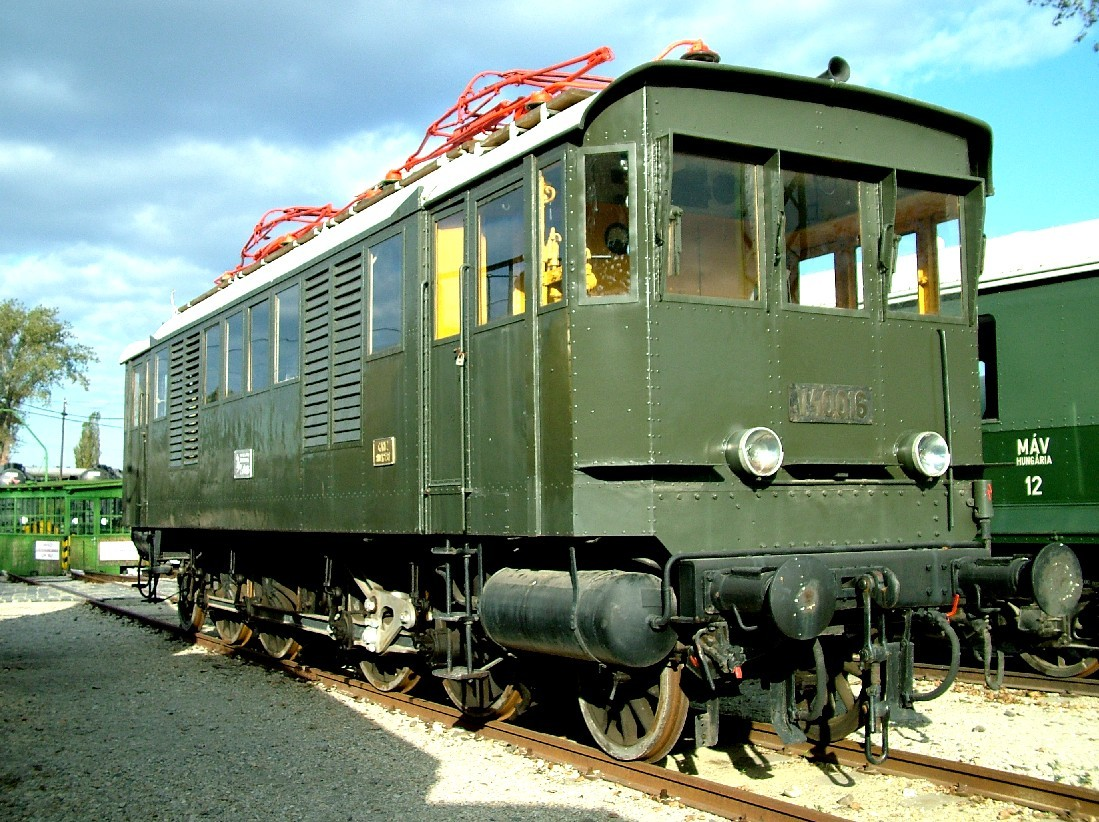
A MÁV V40 sorozatú villamosmozdony

A próbaüzem sikere tette lehetővé, hogy 1931 és 1934 között villamosítsák a Budapest-Hegyeshalom vonalat. Ez volt  az első ipari frekvenciával táplált nagyvasúti vonal, ahol üzemszerűen villamos vontatás volt. A vonalra 1932 és 1941 között 29 db V40 sorozatú 1'D1' tengelyelrendezésű univerzális és 3 db V60 sorozatú F tengelyelrendezésű tehervonati mozdonyt szereztek be. A mozdonyok az üzemben jól beváltak, egyetlen komoly hibájuk a rudazathajtás volt, ami növelte a fenntartási igényüket. Mindazonáltal átvészelték a háborút, és 1965-ben megkezdett selejtezésükig hiánytalanul üzemben voltak. Ekkor azonban két év alatt kivonták őket a forgalomból.

## A villanymozdonyok tökéletesedése

### A V44-es
A rudazathajtás kiküszöbölésére, valamint a villamos üzem kiterjesztésére már az 1930-as évek végén történtek intézkedések. A MÁV új villamos mozdonyait már egyedi hajtással tervezte beszerezni, emiatt azonban az eredeti fázisváltós rendszer nagy átmérőjű pólusátkapcsolós vontatómotorjai már nem voltak használhatók. A kisebb méretű vontatómotorok fordulatszám-szabályozását a háromfázisú áram frekvenciaváltoztatásával kívánták megoldani (Ganz-Kandó-Ratkovszky-féle fázis- és periódusváltós rendszer). Az így megtervezett 2'Do2' tengelyelrendezésű V44-es sorozat első darabja 1943 áprilisában készült el. A mozdony mintegy egyéves próbaüzem után a MÁV átvette (V44,001), bár a tapasztalatok nem voltak maradéktalanul kedvezőek. Igaz, ez betudható a rendkívüli viszonyoknak is. A sorozat második mozdonya közvetlenül elkészülte után bombatámadásban megsemmisült, üzembe nem is került. A 001-est, noha károsodása ezt nem feltétlenül indokolta volna, 1953-ban selejtezték. 

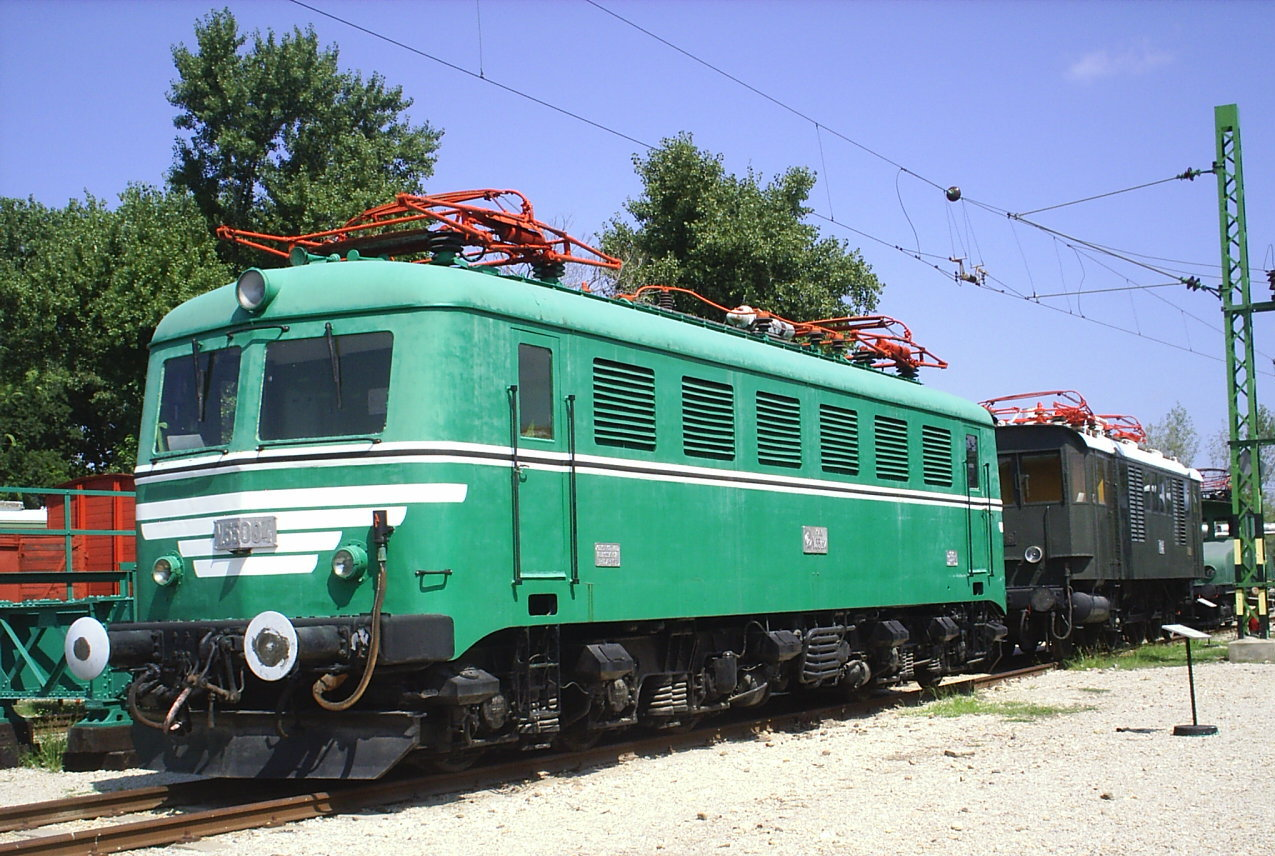
A V55-ös villamosmozdony

### A V55-ös
A háború a már üzemelő berendezéseket sem kímélte. A hegyeshalmi vonal felsővezetékének teljes helyreállítása csak 1949-re készült el. A Kandó-mozdonyok nagy része megsérült, de idővel mindegyiket újjáépítették. A helyreállítással párhuzamosan ismét előtérbe kerültek a fejlesztési tervek. A V44,001-essel szerzett tapasztalatok alapján 1948-ban két fázis- és periódusváltós mozdonyt rendeltek. Két év alatt a MÁVAG elkészítette a Bo'Co' tengelyelrendezésű V55-ös sorozat első két darabját, immár forgóvázas kivitelben, futókerék nélkül. A sorozatgyártás 1953-ban indult, bár a mozdonyokkal nagyon sok volt az üzemi probléma. Gyártás közben több módosítást eszközöltek a fázisváltón, és 003 psz.-tól módosították a mozdonyszekrényt is. A rendkívül rossz üzemkészségű mozdonyokból 1956-ig összesen 12 db készült, további kettőnek a rendelését gyártás közben visszamondták. A sorozat selejtezése már 1960-ban megkezdődött, és 1967-re be is fejeződött. A 004-est és a 005-öst fékmozdonyként 1973-ig tovább használták (VF-1 és VF-2 számon). Az előbbit V55,006 számon megőrizték.

### Az első villamos motorvonatok
A háború alatt a Ganz-gyár foglalkozott villamos motorkocsik fejlesztésével is a MÁV számára. A megrendelt két prototípus (1-1 fázis- és periódusváltós, ill. kommutátoros) kocsi a háború végéig nem készült el. A háború alatt megrendelt motorkocsik áttervezett villamosberendezéssel, Ward-Leonard-rendszerűként, 1955-ben elkészültek, Cavill 425,901 és 902 psz.-okkal, de mindvégig gyári tulajdonban. Megbízhatóságuk olyan rossz volt, hogy még folyamatos próbaüzemet sem voltak képesek teljesíteni, így a 60-as évek elején végleg fel is hagytak a kísérletezéssel.

### A V41-es és a V42-es
Az új járművek kudarca ekkoriban már komolyan hátráltatta a villamosítást. Átmeneti kiútként a Ganz Ward-Leonard rendszerű mozdonyokat kezdett gyártani. A Bo'Bo' tengelyelrendezésű V41 sorozat prototípusa 1958-ban került üzembe. A sorozatból 1962-ig 30 db készült, bár, elsősorban konstrukciós hibák miatt, az üzemben nem váltak be. 1963-1966-ig 42 db növelt teljesítményű, de külsőleg teljesen azonos V42sorozatú mozdony készült. A Ward-Leonard mozdonyok selejtezése már 1969-ben elkezdődött, de a selejtezett mozdonyokat gyakran nem bontották szét, hanem a főgépcsoport és a vontatómotorok kiszerelésével stabil állomási fűtőgéppé alakították át. 

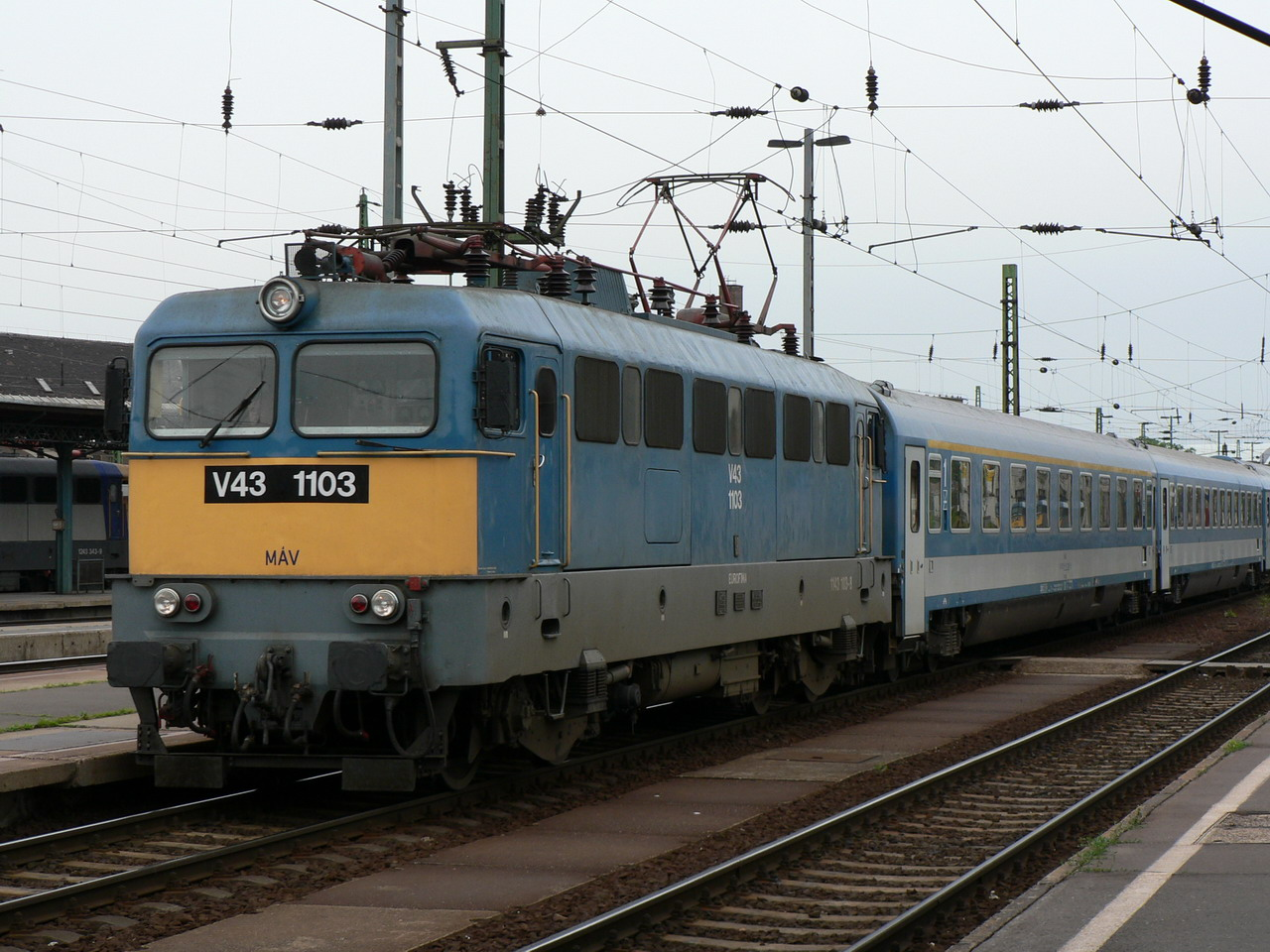
A V43-as villamosmozdony

### A V43-as
1963-ban új fejezet kezdődött a magyar nagyvasúti villamos vontatásban. Ebben az évben 7 db V43 sorozatú sziliciumegyenirányítós mozdony érkezett. A gyártás 1964 és 1982 között a Ganz-MÁVAG-ban folytatódott, ahol összesen 372 db készült. A mozdony érdekessége a B'B' tengelyelrendezés. A nagyszámú megbízható mozdony megjelenése lehetővé tette a régi típusok kiváltását és a vonalvillamosítás felgyorsítását. A mozdonyokon a gyártás közben számos módosítást eszközöltek, például toltvonati üzemre való alkalmassá tétel. A V43-asok máig is a hazai villamos vontatás gerincét alkotják. 1986 óta a GYSEV 16 db V43-as mozdonyt vett át a MÁV-tól.

### A V63-as
Már az 1970-es évek elején felmerült az igény egy olyan nagy teljesítményű villamosmozdony iránt, amely alkalmas a nehéz gyors- és tehervonatok megfelelő színvonalú továbbítására. Az akkor újnak számító tirisztoros technika kipróbálására átalakították a V41,501 és a V43,1076 pályaszámú mozdonyokat. A kedvező tapasztalatok alapján 1971-ben leadták a rendelést az új típusra. 1975-ben állt forgalomba a V63,001 pályaszámú Co'Co' tengelyelrendezésű mozdony, amelyet a következő évben követett a 002-es. Az első mozdony villamos berendezése még Siemens gyártmányú volt, a másodiké pedig már a Ganz Villamossági Műveknél készült, ami egyúttal a hazai gyártás prototípusa is lett. A 002-es másik fontos eltérése a 160 km/h-s engedélyezett sebesség volt. 1981-ben további 5 db készült, kissé módosított kivitelben. A sorozatgyártás 1984-ben indult meg. A V63-as villanymozdony külső formáját és vezetőállását Simon Károly tervezte.[forrás?]

### A villamos tolatószolgálat
A tolatószolgálatban az 1980-as évek elejéig a villamos mozdonyok részesedése nem volt jelentős. Az üzemi költségek csökkentése, illetve a nagy pályaudvarokon a környezet kímélése érdekében célszerű volt a villamos tolatómozdonyok beszerzése. A már jól bevált tirisztoros technika alkalmazásával 1983-ban üzembe állították a MÁV V46 001-005 pályaszámú Bo'Bo' tengelyelrendezésű mozdonyokat. Ezekben felhasználták a V63, V43 és az M40 sorozatú mozdonyoknál már bevált alkatrészeket, ezzel is csökkentve a fenntartási költségeket. 1986-ban további 15, 1988-ban 25, 1991-ben 13 és 1992-ben 2 db készült belőlük, így összesen 60 db üzemel. 

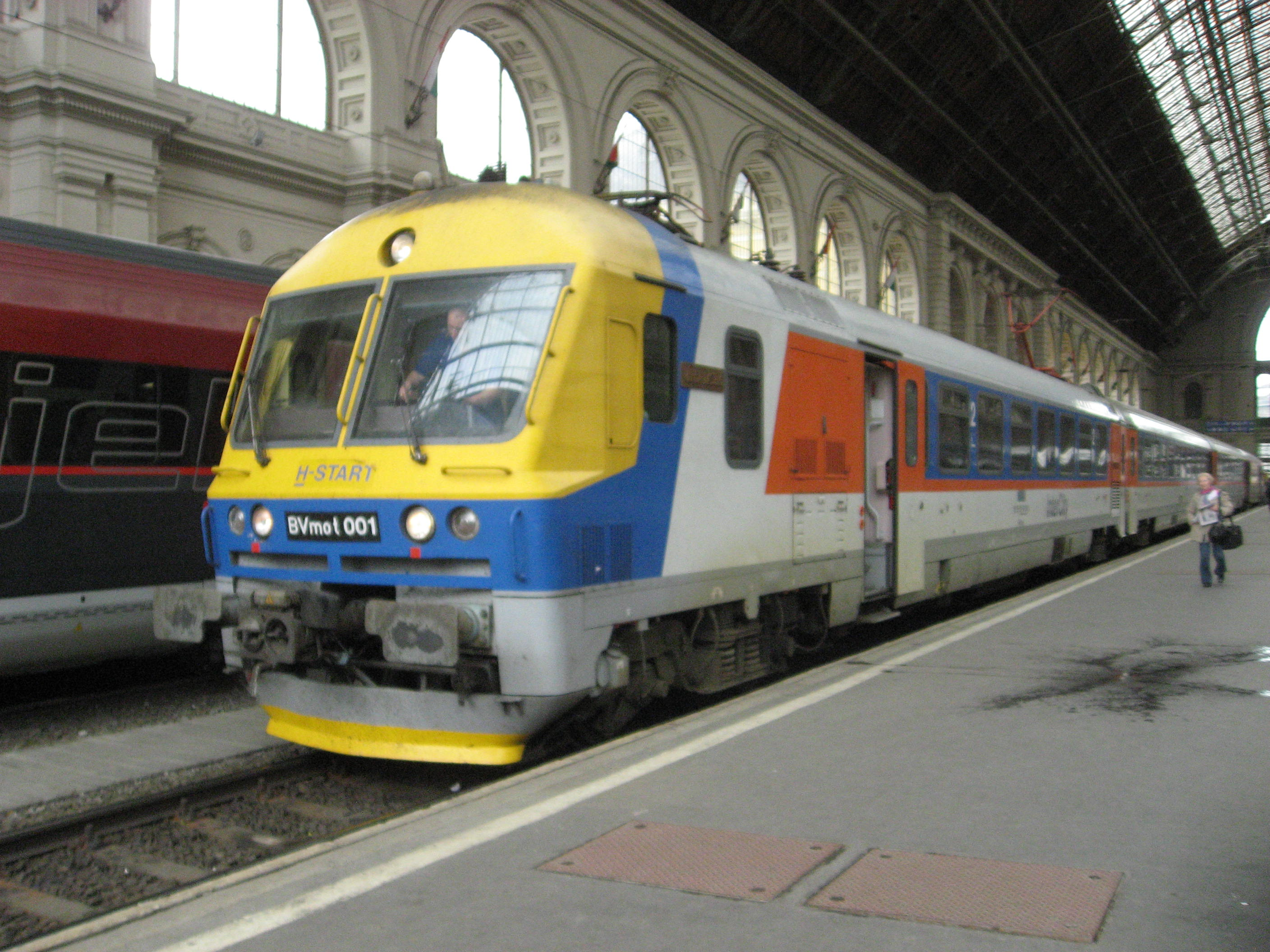
BVmot villamos motorvonat

### Villamosvontatás az elővárosi közlekedésben
Az elővárosi és a városközi közlekedés korszerűsítését szolgálták a MÁV villamosmotorvonat-beszerzései. 1988-ban készült el az első BDVmot 4 részes elővárosi motorvonat, amelyet a próbák után további 19 követett. A 005-öst 1993-ban baleset miatt selejtezték. A motorvonatok beszerzésük óta elsősorban a Budapest–Vác–Szob-vasútvonalon közlekednek. A motorvonati üzem kiterjesztését a városközi forgalomra a BVmot sorozat megjelenése indította el 1994-ben. A kényelmes klimatizált kocsikkal megépített 4 részes motorvonatokból csupán 3 db készült, mivel a vasút anyagi helyzete többet nem tett lehetővé. Ezek először a Budapest-Szeged IC-vonalon jártak. A BVmot-tal azonos villamosberendezéssel, de elővárosi forgalomra készült a BVhmot motorvonat, aminek további beszerzése tervbe volt véve, de anyagi okok miatt elhalasztották. 

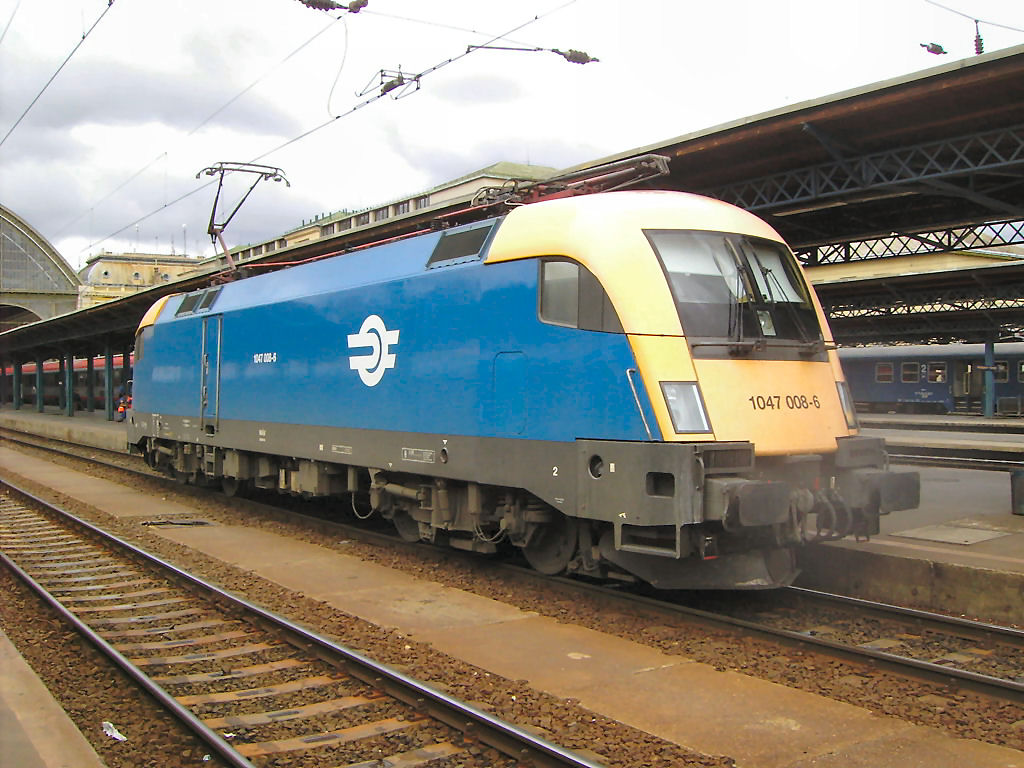
Az 1047-es villamosmozdony

### A kétáramrendszerű mozdony, 1047
A Budapest-Hegyeshalom vonalon lehetővé vált a 160 km/h-s sebesség, de az átalakított MÁV V63-as mozdonyok nem voltak alkalmasak az osztrák vonalakon való közlekedésre, így a menetidő magasabb volt a határon történő mozdonycsere miatt. Kezdetben az ÖBB 1146-os sorozat, majd az ÖBB 1014 sorozatú mozdonyok jártak Budapest és Bécs között. Az osztrák mozdonyok magyarországi futásteljesítmény-költségeit a MÁV a nagysebességű (Z1-es) kocsikkal egyenlítette ki. Tehát egy EuroCity szerelvényben az osztrák mozdony mögött a MÁV nagysebességű, nemzetközi kocsijai voltak besorolva. A MÁV-nak gazdaságilag nem érte meg az osztrák mozdonyok használata, és az elöregedett járműpark felújítása sem érte volna meg, így beszerzésre volt szükség. 2000-ben pályázatot írtak ki, melyet a Siemens nyert, így került a MÁV és a GYSEV tulajdonába a MÁV 1047 sorozatú kétáramrendszerű mozdony. A mozdonyok hatósági vizsgával rendelkeztek az osztrák és a német vonalakra is, így részt vehetnek a nemzetközi teherszállításban is.

### Új villamos motorvonatok beszerzése
Szükségessé vált az elővárosi forgalomban lévő villamos motorvonatok felújítása, lecserélésére. Ezért a MÁV 30 + 30 db elővárosi motorvonat szállítására és karbantartására indított közbeszerzési eljárást. A Bombardier Transportation cég minimális különbséggel, többszöri jogorvoslati kérelme ellenére alulmaradt a Stadlerrel szemben, így került Magyarországra 60 db FLIRT elnevezésű villamos motorvonat. Röviddel ezután egy új gyorsított közbeszerzési eljárás nyomán mégis 10 db négyrészes Talent villamos motorvonat szállítását nyerte el a Bombardier.

### TRAXX mozdonyok a MÁV-nál
A MÁV 2007 őszén írt ki újabb villamosmozdony-beszerzési pályázatot. A pályázatra a Siemens az EuroSprinterrel, az Alstom a Alstom Prima, a Bombardier Transportation pedig a Bombardier TRAXX mozdonycsaláddal jelentkezett.
A pályázatot a Bombardier cég nyerte, így ők szállíthatják a MÁV részére a 25 darab, illetve opcionálisan további 25 darab villamosmozdonyt. A szállítási szerződést 2008. november 25-én írták alá, az első 25 mozdony vételára darabonként 3 094 000 euró.